# 吉尔伯恩圣奥古斯丁堂
吉尔伯恩圣奥古斯丁堂（英語：Saint Augustine's, Kilburn）是一座英格蘭教會教堂，位于伦敦北部的基爾伯恩地区，西敏市边界之内 。由于规模巨大，装饰华丽，有时被不正确地称作“北伦敦的主教座堂”。
它被英格蘭歷史建築暨古蹟委員會列为一级登录建筑。